# NGC 4135
NGC 4135 este o astronomical radio source⁠(d) situată în constelația Câinii de Vânătoare. A fost descoperită în 4 mai 1881 de către Édouard Stephan⁠(d).